# Patricio Castillo (actor)
Jaime Patricio Castillo San Juan (Santiago de Chile, 29 de diciembre de 1939-Ciudad de México, 15 de abril de 2021) fue un actor chileno nacionalizado mexicano.
Falleció el 15 de abril de 2021 a los ochenta años de edad, por complicaciones del enfisema pulmonar que padecía. Su fallecimiento fue informado por la Asociación Nacional de Actores (ANDA).

## Filmografía

### Televisión
- Viviana (1978-1979) como Pedro
- Gabriel y Gabriela (1982-1983) como Marcos
- La gloria y el infierno (1986) como Dr. Mendoza
- La hora marcada (1986) (1 episodio)
- Chespirito (1987-1993) como Don Narciso / Don Alonso / Inocencio Timorato (5 episodios)
- El pecado de Oyuki (1988) como Jeremías/Bertoldo Nottingham/Humberto-Siriaco-Heliotropo
- Radio Aventura XE-AH! (1989-1991)
- Buscando el paraíso (1993-1994) como Don Patricio
- Agujetas de color de rosa (1994-1995) como Serafín
- La sombra del otro (1996) como Ludwig Brailowsky
- La jaula de oro (1997) como Benjamín Clovert
- Una luz en el camino (1998) como Tomás
- Serafín (1999) como Krako (voz)
- Tres mujeres (1999-2000) como Gonzalo Uriarte
- Por un beso (2000-2001) como Antonio Ramírez Lugo
- Cara o cruz (2001) como Fidelio
- Alma de hierro (2008-2009) como Licenciado
- Sortilegio (2009) como Emiliano Alanís
- Los simuladores (2009) como Roger
- Persons Unknown (2010) como El hombre italiano
- Rosa Diamante (2012) como Eduardo Sotomayor
- Mentir para vivir (2013) como Homero de la Garza
- Como dice el dicho (2013-2015) como Don Cristóbal / Don Anselmo (2 episodios)
- La gata (2014) como Enrique "El Chácharas"
- La Rosa de Guadalupe (2015) como Donato (episodio "El amigo de los árboles")
- Yago (2016) como Fidel Yampolski.
- La candidata (2016-2017) como Omar San Román.
- Mi marido tiene familia (2018-2019) como Massimo Musi.
- Tijuana (2019)[3]
- Mi querida herencia (2019-2021) como Gregorio Fernández[4][5]
- La mexicana y el güero (2020-2021) como Jaime Salvatorre[6]

### Películas
- El quelite (1970)
- Para servir a usted (1971)
- Mecánica nacional (1972)
- El rincón de las vírgenes (1972)
- La pequeña señora de Pérez (1972)
- El premio nobel del amor (1973)
- Crónica de un amor (1974)
- Actas de Marusia (1976)
- Maten al león (1978)
- Crónica de familia (1986)
- José, Hijo del hombre (1988)
- Música de Viento (1989)
- El costo de la vida (1989)
- La vida conyugal (1993)
- Abuelita de Bakman (1993)
- Algunas nubes (1995)
- La primera noche (1998)
- Amores perros (2000)
- Pecado original (2001)
- El segundo aire (2001)
- Corazón de melón (2003)
- Dame tu cuerpo (2003)
- Desnudos (2004)
- Así del precipicio (2006)
- Crónicas chilangas (2009)
- El atentado (2010)
- Más allá del muro(2011)
- Así es la suerte (2011)
- Los inadaptados (2011)
- Ladrón de memorias (2012)
- Acapulco, La vida va (2014)
- La fórmula del doctor Funes (2015)
- Manual de principiantes para ser presidente (2016)
- Más sabe el diablo por viejo (2018)

### Teatro
- El diluvio que viene (1977-1981)
- Extraños en un diván (1999)
- El diluvio que viene (2007)

## Premios y nominaciones

### Premios TVyNovelas
| Año  | Categoría             | Telenovela                  | Resultado |
| ---- | --------------------- | --------------------------- | --------- |
| 2019 | Mejor primer actor    | Mi marido tiene más familia | Nominado  |
| 2017 | Mejor primer actor    | La candidata                | Nominado  |
| 2015 | Mejor actor coestelar | La gata                     | Nominado  |
| 2014 | Mejor primer actor    | Mentir para vivir           | Nominado  |